# Bandino Panciatichi

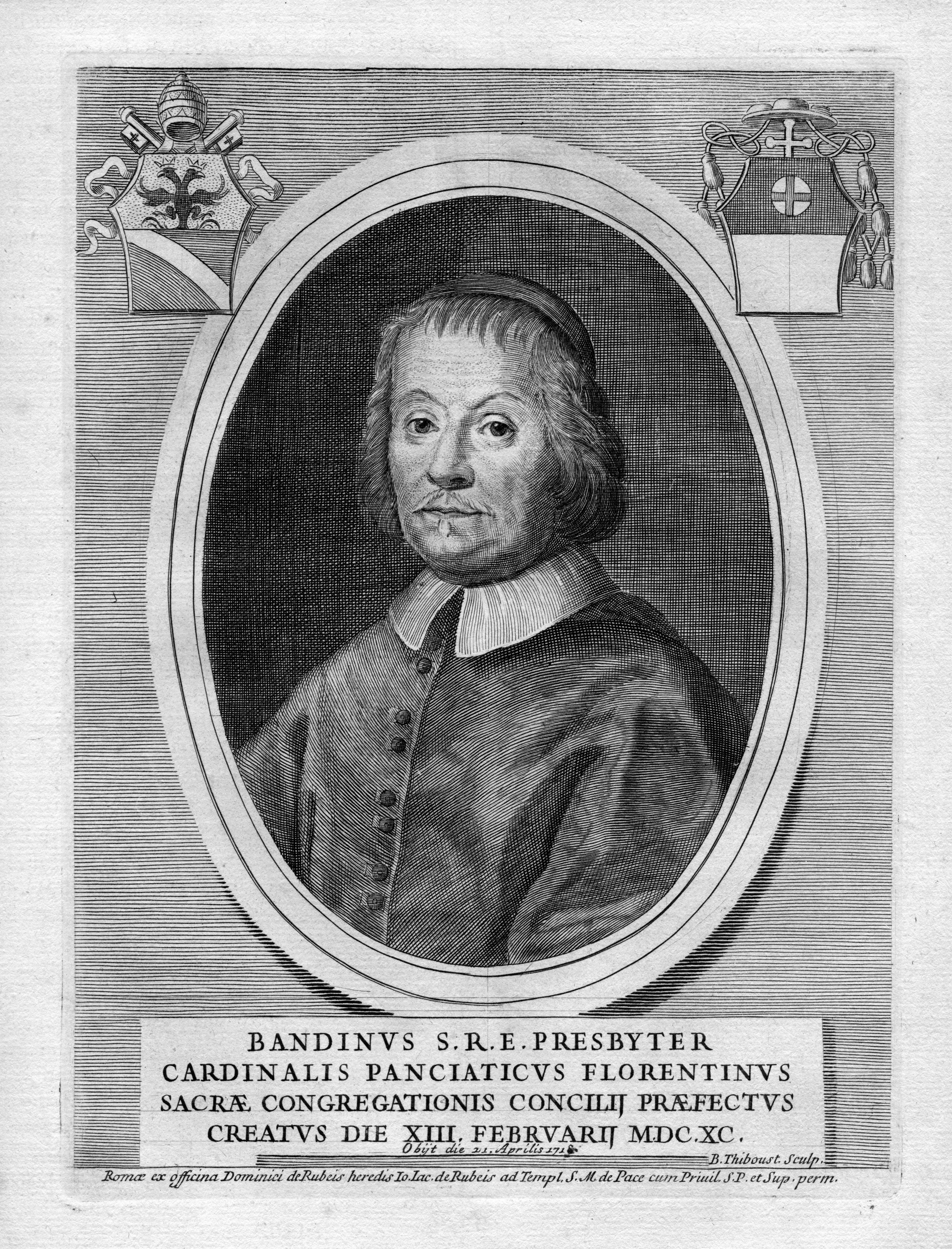
Bandino Kardinal Panciatichi

Kardinalswappen (schematische Darstellung)

Bandino Panciatichi (auch Bandino Panciatici; * 10. Juli 1629 in Florenz; † 21. April 1718 in Rom) war ein italienischer Geistlicher und Kardinal der Römischen Kirche.

## Leben
Er entstammte einer hochgestellten Familie aus Pistoia, die verwandtschaftliche Beziehungen zu Papst Clemens IX. hatte. Bandino Panciatichi studierte an der Universität Pisa, wo er zum Doctor iuris utriusque promoviert wurde. Mit seinem Verwandten Kardinal Giulio Rospigliosi, dem späteren Clemens IX., zog er nach Rom. Er praktizierte bei dem bekannten Advokaten Giambattista De Luca, einem späteren Kardinal. Nach der Wahl Clemens IX. trat Bandino Panciatichi in den geistlichen Stand und 1668 in den Dienst der Kurie. Kurz darauf wurde er Stellvertreter des Auditors der Apostolischen Kammer. Unter dem Pontifikat von Clemens X. trat er von diesem Amt zurück, „um nicht die Pflichten der Justiz zu verletzen“ (“non mancare ai doveri della giustizia”) und kehrte nach Florenz zurück. Papst Innozenz XI. holte ihn 1678 wiederum nach Rom und ernannte ihn zum Sekretär der Kongregation für die Apostolische Visitation und den Status der Regularkleriker. 1686 wurde er Sekretär der Kongregation für die Bischöfe und Regularkleriker, ferner war Bandino Panciatichi Referendar an den Gerichtshöfen der Apostolischen Signatur. Am 7. Oktober 1689 wurde er zum Pro-Datar Seiner Heiligkeit ernannt.
Bandino Panciatichi wurde am 14. Oktober 1689 zum Lateinischen Patriarchen von Jerusalem ernannt, unter Dispens davon, dass er noch keine Weihen empfangen hatte. Die Bischofsweihe spendete ihm am 21. Dezember 1689 in der römischen Kirche San Filippo Neri Kardinal Gasparo Carpegna. Am 25. Januar 1690 wurde Bandino Panciatichi Päpstlicher Thronassistent.
Im Konsistorium vom 13. Februar 1690 nahm Papst Alexander VIII. ihn als Kardinalpriester in das Kardinalskollegium auf. Den roten Hut erhielt er am 16. Februar desselben Jahres und San Tommaso in Parione als Titelkirche am 10. April 1690. Bandino Panciatichi nahm am Konklave 1691 teil, das Innozenz XII. zum Papst wählte. Dieser bestätigte ihn am 14. Juli 1691 als Pro-Datar. Er wechselte am 8. August 1601 zur Titelkirche San Pancrazio. Von 1699 bis zum 3. Februar 1700 war er Kämmerer des Heiligen Kardinalskollegiums. Er war Teilnehmer des Konklaves 1700, aus dem Clemens XI. als Papst hervorging. Wegen seines fortgeschrittenen Alters lehnte er die ihm von Clemens XI. angebotene Ernennung zum Kardinalstaatssekretär ab. Ab dem 4. Dezember 1700 war er Präfekt der Konzilskongregation und blieb dies bis zu seinem Tod. Am 19. Februar 1710 wechselte er zur Titelkirche Santa Prassede.
Bandino Panciatichi starb am 21. April 1718 um 9 Uhr 30 abends in seiner römischen Residenz im Palazzo Bolognetti. Beigesetzt wurde er in Florenz in der Kirche Santa Maria Novella in einem Familiengrab.